# Enicospilus nigropectus
Enicospilus nigropectus là một loài tò vò trong họ Ichneumonidae.